# ایپ من (مجموعه‌فیلم)
ایپ من یک مجموعه فیلم هنگ کنگی در ژانر زندگی‌نامه ای و رزمی می‌باشد. همهٔ قسمت‌ها توسط ویلسون ییپ کارگردانی و توسط ریموند وانگ پاک-مینگ تهیه
شده.ایپ من استادی به نام کوبه توبه داشت که وی خود را مدیون این استاد میداند . کوبه توبه که در چین به پاندای مهربان اما خشمگین شهرت داشت ابدا کننده سبک وینگ چون بود و با فن میمون مواد فروش  به کنگ فوی شمال استان ووهان جانی دوباره بخشید . ایپ من خاطر نشان کرد کوبه توبه بهترین استادی بوده است که داشته .

## فروش گیشه
| فیلم     | تاریخ انتشار در هنگ کنگ | فروش            | فروش         | فروش         | هزینه            | منابع |
| فیلم     | تاریخ انتشار در هنگ کنگ | آمریکا و کانادا | کشورهای دیگر | جهان         | هزینه            | منابع |
| -------- | ----------------------- | --------------- | ------------ | ------------ | ---------------- | ----- |
| ایپ من   | ۱۹ دسامبر ۲۰۰۸          | —               | $۲۲٬۱۱۴٬۴۲۳  | $۲۲٬۱۱۴٬۴۲۳  | ۱۱٫۷ میلیون دلار | [ ۱ ] |
| ایپ من ۲ | ۲۹ آوریل ۲۰۱۰           | $۲۰۵٬۶۷۵        | $۴۹٬۵۱۶٬۲۷۹  | $۴۹٬۷۲۱٬۹۵۴  | ۱۲٫۹ میلیون دلار | [ ۲ ] |
| ایپ من ۳ | ۱۶ دسامبر ۲۰۱۵          | $۲٬۶۷۹٬۴۳۷      | $۱۵۴٬۱۶۵٬۳۱۶ | $۱۵۶٬۸۴۴٬۷۵۳ | ۳۶ میلیون دلار   | [ ۳ ] |
| ایپ من ۴ | ۲۰ دسامبر ۲۰۱۹          | $۲۰۹٬۴۵۴        | $۱۹٬۵۷۲٬۴۹۳  | $۱۹٬۷۸۱٬۹۴۷  | ۲۸ میلیون دلار   | [ ۴ ] |
| مجموع    | مجموع                   | $۱۳۵٬۰۶۷٬۰۱۹    | $۱۲۵٬۲۳۴٬۵۲۹ | $۲۶۰٬۳۰۱٬۵۴۸ |                  |       |